# Hyphydrus celebensis
Hyphydrus celebensis – gatunek wodnego chrząszcza z rodziny pływakowatych, podrodziny Hydroporinae i plemienia Hyphydrini.

## Taksonomia
Gatunek opisany został w 1983 roku przez Olofa Biströma.

## Opis
Przednie krętarze samców z niewielkim wcięciem o ostrych krawędziach, symetryczne. 3 podstawowe człony stóp przednich i środkowych odnóży u samców zwężone ku wierzchołkowi. Penis pozbawiony wierzchołkowo-bocznej kępki włosków, w obrysie części przedniej widzianej z boku prosty. W widoku grzbietowym z głębokim wcięciem w przedniej części.

## Występowanie
Gatunek ten jest endemitem Indonezji, znanym wyłącznie z wyspy Celebes.